# Copa das Confederações FIFA de 2005
A Copa das Confederações FIFA de 2005 foi a sétima edição da competição de futebol realizada a cada quatro anos pela Federação Internacional de Futebol (FIFA). Foi realizada na Alemanha entre 15 a 29 de junho e serviu como teste para realização da Copa do Mundo FIFA de 2006.
O Brasil goleou sua rival Argentina na final por 4–1 e conquistou seu segundo título da Copa das Confederações.

## Participantes
| Equipe    | Confederação | Qualificação                                                 | Participação |
| --------- | ------------ | ------------------------------------------------------------ | ------------ |
| Alemanha  | UEFA         | País sede da Copa do Mundo FIFA de 2006                      | 2ª           |
| Argentina | CONMEBOL     | Vice-campeã da Copa América de 2004                          | 3ª           |
| Austrália | OFC          | Campeã da Copa das Nações da OFC de 2004                     | 3ª           |
| Brasil    | CONMEBOL     | Campeão da Copa América de 2004 e Copa do Mundo FIFA de 2002 | 5ª           |
| Grécia    | UEFA         | Campeã da Eurocopa 2004                                      | 1ª           |
| Japão     | AFC          | Campeão da Copa da Ásia de 2004                              | 4ª           |
| México    | CONCACAF     | Campeão da Copa Ouro da CONCACAF 2003                        | 5ª           |
| Tunísia   | CAF          | Campeã da Campeonato Africano das Nações de 2004             | 1ª           |

## Sedes
As cinco sedes da Copa das Confederações de 2005 foram as seguintes:
| Frankfurt          | Colônia             | Hanôver            | Leipzig            | Nuremberg          |
| ------------------ | ------------------- | ------------------ | ------------------ | ------------------ |
| Commerzbank-Arena  | RheinEnergieStadion | AWD-Arena          | Zentralstadion     | Frankenstadion     |
| Capacidade: 48 132 | Capacidade: 46 120  | Capacidade: 44 652 | Capacidade: 44 200 | Capacidade: 41 926 |
|                    |                     |                    |                    |                    |

## Árbitros
| Árbitros              | Assistentes                                    |
| AFC                   | AFC                                            |
| --------------------- | ---------------------------------------------- |
| SGP Shamsul Maidin    | THA Prachya Permpanich TKM Bengech Allaberdyev |
| CAF                   |                                                |
| TUN Mourad Daami      | TUN Taoufik Adjengui UGA Ali Tomusange         |
| CONCACAF              |                                                |
| JAM Peter Prendergast | JAM Anthony Garwood TRI Joseph Taylor          |
| OFC                   |                                                |
| AUS Matthew Breeze    | AUS Matthew Cream AUS Jim Ouliaris             |

| Árbitros            | Assistentes                                   |
| CONMEBOL            | CONMEBOL                                      |
| ------------------- | --------------------------------------------- |
| PAR Carlos Amarilla | PAR Amelio Andino PAR Manuel Bernal           |
| CHI Carlos Chandia  | CHI Cristian Julio CHI Mario Vargas           |
| UEFA                |                                               |
| GER Herbert Fandel  | GER Carsten Kadach GER Volker Wezel           |
| SVK Ľuboš Micheľ    | SVK Roman Slysko SVK Martin Balko             |
| ITA Roberto Rosetti | ITA Alessandro Griselli ITA Cristiano Copelli |

## Transmissão

### No Brasil
A Rede Globo detinha os direitos de transmissão de TV aberta para o Brasil da Copa das Confederações, sendo que mostrou apenas os jogos da Seleção Brasileira e o jogo entre Alemanha X Austrália. Apesar da garantia de exclusividade, a Rede Globo cedeu os direitos televisivos à TV Cultura, com direito aos demais jogos exclusivos para a TV aberta.
Entre as emissoras de TV a cabo, os canais SporTV e BandSports fizeram a transmissão.
Televisão aberta:
- Rede Globo
- TV Cultura

Televisão a cabo:
- SporTV
- BandSports

### Em Portugal
Em Portugal, a competição foi emitida pela RTP.

## Fase de grupos
Todas as partidas seguiram o fuso horario da Alemanha (UTC+2).
|  | Zona de classificação à fase final |
|  | Zona de eliminação                 |

### Grupo A
| Pos. | Seleção   | Pts | J | V | E | D | GP | GC | SG |
| ---- | --------- | --- | - | - | - | - | -- | -- | -- |
| 1    | Alemanha  | 7   | 3 | 2 | 1 | 0 | 9  | 5  | +4 |
| 2    | Argentina | 7   | 3 | 2 | 1 | 0 | 8  | 5  | +3 |
| 3    | Tunísia   | 3   | 3 | 1 | 0 | 2 | 3  | 5  | –2 |
| 4    | Austrália | 0   | 3 | 0 | 0 | 3 | 5  | 10 | –5 |

| 15 de junho | Argentina                        | 2 – 1     | Tunísia             | RheinEnergieStadion, Colônia                 |
| 18:00       | Riquelme 33' (pen) · Saviola 57' | Relatório | Guemamdia 75' (pen) | Público: 28 033 Árbitro: ITA Roberto Rosetti |

| 15 de junho | Alemanha                                                         | 4 – 3     | Austrália                     | Commerzbank-Arena, Frankfurt                 |
| 20:45       | Kurányi 17' · Mertesacker 23' · Ballack 60' (pen) · Podolski 88' | Relatório | Skoko 21' · Aloisi 31', 90+2' | Público: 46 466 Árbitro: PAR Carlos Amarilla |

| 18 de Junho | Tunísia | 0 – 3     | Alemanha                                           | RheinEnergieStadion, Colônia                   |
| 18:00       |         | Relatório | Ballack 74' (pen) · Schweinsteiger 80' · Hanke 88' | Público: 44 337 Árbitro: JAM Peter Prendergast |

| 18 de junho | Austrália             | 2 – 4     | Argentina                                   | Frankenstadion, Nuremberg                   |
| 20:45       | Aloisi 61' (pen), 70' | Relatório | Figueroa 12', 53', 89' · Riquelme 31' (pen) | Público: 25 218 Árbitro: SGP Shamsul Maidin |

| 21 de junho | Austrália | 0 – 2     | Tunísia         | Zentralstadion, Leipzig                     |
| 20:45       |           | Relatório | Santos 26', 70' | Público: 44 337 Árbitro: CHI Carlos Chandía |

| 21 de junho | Argentina                    | 2 – 2     | Alemanha                  | Frankenstadion, Nuremberg                 |
| 20:45       | Riquelme 33' · Cambiasso 51' | Relatório | Kurányi 29' · Asamoah 74' | Público: 42 088 Árbitro: SVK Ľuboš Micheľ |

### Grupo B
| Pos. | Seleção | Pts | J | V | E | D | GP | GC | SG |
| ---- | ------- | --- | - | - | - | - | -- | -- | -- |
| 1    | México  | 7   | 3 | 2 | 1 | 0 | 3  | 1  | +2 |
| 2    | Brasil  | 4   | 3 | 1 | 1 | 1 | 5  | 3  | +2 |
| 3    | Japão   | 4   | 3 | 1 | 1 | 1 | 4  | 4  | 0  |
| 4    | Grécia  | 1   | 3 | 0 | 1 | 2 | 0  | 4  | –4 |

| 16 de junho | Japão          | 1 – 2     | México                  | AWD-Arena, Hanôver                          |
| 18:00       | Yanagisawa 12' | Relatório | Zinha 39' · Fonseca 64' | Público: 24 036 Árbitro: AUS Matthew Breeze |

| 16 de junho | Brasil                                               | 3 – 0     | Grécia | Zentralstadion, Leipzig                   |
| 20:45       | Adriano 41' · Robinho 46' · Juninho Pernambucano 81' | Relatório |        | Público: 42 507 Árbitro: SVK Ľuboš Micheľ |

| 19 de junho | Grécia | 0 – 1     | Japão     | Waldstadion, Frankfurt                      |
| 18:00       |        | Relatório | Oguro 76' | Público: 34 314 Árbitro: GER Herbert Fandel |

| 19 de junho | México       | 1 – 0     | Brasil | AWD-Arena, Hanôver                           |
| 20:45       | Borgetti 59' | Relatório |        | Público: 43 677 Árbitro: ITA Roberto Rosetti |

| 22 de junho | Grécia | 0 – 0     | México | Commerzbank-Arena, Frankfurt                 |
| 20:45       |        | Relatório |        | Público: 31 285 Árbitro: PAR Carlos Amarilla |

| 22 de junho | Japão                    | 2 – 2     | Brasil                              | RheinEnergieStadion, Colônia              |
| 20:45       | Nakamura 27' · Oguro 88' | Relatório | Robinho 10' · Ronaldinho Gaúcho 39' | Público: 44 922 Árbitro: TUN Mourad Daami |

## Fase final
|  | Semifinais              | Semifinais            |   |                       | Final                   | Final |  |
|  |                         |                       |   |                       |                         |       |  |
|  | 25 de junho – Nuremberg |                       |   |                       |                         |       |  |
|  | Alemanha                | 2                     |   |                       |                         |       |  |
|  | Brasil                  | 3                     |   |                       |                         |       |  |
|  |                         |                       |   |                       |                         |       |  |
|  |                         |                       |   |                       | 29 de junho – Frankfurt |       |  |
|  |                         |                       |   |                       | Brasil                  | 4     |  |
|  |                         | Argentina             | 1 |                       |                         |       |  |
|  |                         |                       |   |                       |                         |       |  |
|  |                         |                       |   |                       |                         |       |  |
|  |                         |                       |   |                       | Terceiro lugar          |       |  |
|  | 26 de junho – Hanôver   | 26 de junho – Hanôver |   | 29 de junho – Leipzig | 29 de junho – Leipzig   |       |  |
|  | México                  | 1 (5)                 |   | Alemanha (pro)        | 4                       |       |  |
|  | Argentina (pen)         | 1 (6)                 |   |                       | México                  | 3     |  |

### Semifinais
| 25 de junho | Alemanha                         | 2 – 3     | Brasil                                  | Frankenstadion, Nuremberg                   |
| 18:00       | Podolski 23' · Ballack 45' (pen) | Relatório | Adriano 21', 76' · Ronaldinho 43' (pen) | Público: 42 187 Árbitro: CHI Carlos Chandía |

| 26 de junho | México       | 1 – 1 (pro) | Argentina     | AWD-Arena, Hanôver                           |
| 18:00       | Salcido 104' | Relatório   | Figueroa 110' | Público: 40 718 Árbitro: ITA Roberto Rosetti |

|                                            |       | Penalidades                                       |  |
| Pérez Pardo Borgetti Salcido Pineda Osorio | 5 – 6 | Riquelme Rodríguez Aimar Galletti Sorín Cambiasso |  |

### Disputa pelo terceiro lugar
| 29 de junho | Alemanha                                                   | 4 – 3 (pro) | México                          | Zentralstadion, Leipzig                     |
| 18:00       | Podolski 37' · Schweinsteiger 41' · Huth 79' · Ballack 97' | Relatório   | Fonseca 40' · Borgetti 58', 85' | Público: 43 335 Árbitro: AUS Matthew Breeze |

### Final
| 29 de junho | Brasil                                       | 4 – 1     | Argentina | Commerzbank-Arena, Frankfurt              |
| 20:45       | Adriano 11', 63' · Kaká 16' · Ronaldinho 47' | Relatório | Aimar 65' | Público: 45 591 Árbitro: SVK Ľuboš Micheľ |

## Premiações
| Copa das Confederações FIFA de 2005 |
| Brasil                              |
| ----------------------------------- |
| Brasil Campeão (2º título)          |

| Troféu FIFA Fair Play | Bola de Ouro          | Chuteira de Ouro    |
| --------------------- | --------------------- | ------------------- |
| Grécia                | BRA Adriano           | BRA Adriano         |
| Grécia                | Bola de Prata         | Chuteira de Prata   |
| Grécia                | ARG Riquelme          | GER Michael Ballack |
| Grécia                | Bola de Bronze        | Chuteira de Bronze  |
| Grécia                | BRA Ronaldinho Gaúcho | AUS John Aloisi     |

### Equipe do torneio
| Goleiro                  | Defensores                                            | Meias                                                                       | Atacantes                                                |
| ------------------------ | ----------------------------------------------------- | --------------------------------------------------------------------------- | -------------------------------------------------------- |
| Sánchez Dida Nikopolidis | Javier Zanetti Lúcio Salcido Trabelsi Miyamoto Heinze | Ballack Ronaldinho Gaúcho Shunsuke Nakamura Riquelme Pável Pardo Kaká Sorín | Adriano Figueroa Aloisi Borgetti Podolski Santos Robinho |

## Melhores marcadores
5 gols
- Adriano

4 gols
- Michael Ballack
- John Aloisi
- Luciano Figueroa

3 gols
- Jared Borgetti
- Lukas Podolski
- Juan Román Riquelme
- Ronaldinho Gaúcho

## Campanha do Brasil
O Brasil foi treinado por Carlos Alberto Parreira.

### Artilheiros
5 gols
- Adriano

3 gols
- Ronaldinho Gaúcho

2 gols
- Robinho

1 gol
- Juninho Pernambucano
- Kaká

### Assistências
3 Assistências
- Robinho
- Cicinho

1 Assistência
- Kaká
- Gilberto
- Ronaldinho Gaúcho